# Warframe
A Warframe egy ingyenesen játszható, hátulnézetes, akciószerepjáték, melyet a Digital Extremes adott ki. Az első verziói Windowsra jelentek meg, majd később PlayStation 4-re, Xbox One-ra és Nintendo Switchre is megjelent.
Történeti szempontból megerősítették a fejlesztők, hogy a játék a korábbi munkájuknak, a Dark Sector folytatása.

## Játékmenet
A játékos a Tenno egy tagját irányítja, mely egy rejtélyes hátterű, harcos nép, akik a Földről indultak és feladatuk, hogy felszabadítsák a Naprendszert az ellenséges fajok uralma alól. A játék játszható egyjátékos módban, de van lehetőség csapatmunkára is (maximum 4 fővel).
A játékban hat faj található a játékoséval együtt, melyek a következők:
- Grineer
- Corpus
- Infestation
- Sentient
- Orokin
- Tenno (A játékos karaktere is ebbe a fajba tartozik)

A játékos 21 fajta küldetés típusból választhat a Naprendszer bolygóin (Bizonyos küldetések nem minden bolygón találhatóak meg), melyek az alábbiak:
- Arena
- Assassination
  - Játékosok ként Boss Fightnak is nevezik, mivel egy nagy erejű ellenfele(ke)t kell levadásznia a játékosnak
- Assault
- Capture 
  - A játék által kijelölt ellenfelet kell levadászni, majd kijuttatni a maradványait a pályáról.
- Defectoion
- Defense 
  - Az adott objektívet kell megvédeni a hullámokban érkező és erősödő ellenféltől. A játékosok addig maradhatnak, ameddig bírják.
- Disruption
- Excavation
- Exterminate
- Free Roam/Bounty (Currently Plains of Eidolon,  Orb Vallis & Deimos)
- Hijack
- Infested Salvage
- Interception
- Junction
- Mobile Defense
- Pursuit (Exclusive to Archwing)
- Rescue
- Rush (Exclusive to Archwing)
- Sabotage
- Sanctuary Onslaught
- Spy
- Survival

## Történet
|  | Alább a cselekmény részletei következnek! |